# 짚풀 공예
짚풀 공예는 짚을 이용한 공예이다.
우리 조상들은 짚풀로 만든 전통적인 신발인 짚신을 만들어 신었다고 한다. 이러한 짚신 뿐 아니라, 농기구, 의복 등 만들어졌던 짚풀 용구 및 장식품은 모두 그것을 만든 사람의 정성 가득한 작품이다. 짚풀공예는 우리 조상들이 사용했던 짚신처럼 짚을 엮어서 다양한 공예작품을 만드는 것을 말한다.